# カリュクス
『カリュクス』(kalyx)は岬下部せすなによる日本の漫画。『月刊アクション』（双葉社）2013年7月号から2015年3月号まで連載。単行本は全4巻。『月刊アクション』創刊号から連載が開始された作品のひとつで、砂漠化し4つの独立小国家となった近未来の日本を舞台に『花の少女』という病に侵された少女ナデコと軍人の青年沢村草史を軸としたラブストーリーが描かれる。各話サブタイトルは、本編中での登場人物の台詞を引用したもの。

## あらすじ
2050年。日本は砂に覆われ、4つの独立小国家に分断されていた。
そのひとつであるサイタマ国の防衛軍に所属する沢村草史は食堂で『花の少女』という病に侵されたナデコに出会う。交流を深め、互いのことがだんだんと気になっていき、ナデコは沢村に対して、ある感情が芽生えようとしていた。だがある日、ゲリラ集団に襲撃され逃げ場を失ってしまう。絶体絶命の状況下でナデコは唐突に沢村に告白をする。彼女の必死の告白を沢村が受け入れた瞬間、ナデコの身体に異変が起きる。

## 世界観
時代設定は、2050年。本作において日本は砂漠化して環境破壊や食糧不足、エネルギー等に深刻な問題が発生している。国内はサッポロ、サイタマ、ナラ、フクオカの4つの独立小国家に分断されている。本編の舞台はサイタマ。各国の防衛軍は、元々自衛隊が前身という設定。

## 用語
花の少女
砂漠化した地球上において突然変異した草花の種が、それを吸い込んだ少女の心臓に根付き、侵食していく病。体内で育った根や茎は耳元などから顔を出す。
発病した少女たちは行政の病院に収容され、経過観察される。
種子の最大の栄養は恋愛感情で、恋をした本人は耳元からつぼみが芽生え、体内から根や茎を自在に出して操れるようになる特殊能力に目覚める。なお、その恋愛感情は本気のものでないと成長しないという。
この能力に目をつけて極秘で作られた小隊が『フローリス』。
未だ治療法が不明で、つぼみから花が咲いた少女はやがて花が散るときに寿命を迎え、苗床になる。ただしつぼみが芽生える前に心臓の花が枯れた場合、命が助かったという咲無の場合もあり、謎の部分も多い。
フローリス
花の少女と、そのパートナーを登用した秘密特殊部隊。
環境に配慮して、大量破壊兵器や大規模な爆撃はタブーとされているために、根や茎を操れる花の少女たちを前線での戦闘に参加させるべく作られた。
少女たちの了承はあるものの、この事実は倫理面、一般市民感情に配慮するため公にされていない。
花の少女とパートナーは、二人で戦場に出なければならない。
忘レナ草
パートナーへの思い出だけをエネルギーに人間とも植物ともなりえなくなった花の少女。
パートナーが重圧に耐え切れずに逃げ出したり、心変わりしたことが原因。

## 登場人物
各登場人物の身長と年齢は、1巻の巻末に収録されたキャラクターラフからのもの。
ナデコ
14歳。身長155センチメートル。花の少女の1人。髪型は、茶色いおかっぱ。
世間知らずで不器用だが、明るい少女で几帳面。入院患者だったが、軍の食堂を手伝っていた。
沢村に恋をしたことで耳元からつぼみが芽生え、それをきっかけにフローリスへの配属を命じられる。
沢村草史（さわむら そうし）
24歳。身長170センチメートル。サイタマ防衛軍に所属し、階級は一等兵。
過去の経験の影響から、流されて生きることを信条としてきたが、ナデコと出会い生き方が徐々に変わり始める。
ナデコのパートナーとして、フローリス入隊を命じられる。
ローズ
16歳。身長154センチメートル。花の少女の1人で、フローリス所属。
パートナーは蛭木。常にクールに振る舞い、物事を論理的に捉えている。銀色のロングヘアーをバラの棘の髪留め（蛭木に作ってもらったという）をした髪形。
人間の感情、愛についても遺伝子の本能だというが、過去、入院中に事実上両親に見捨てられた過去を割り切るためにそう思おうとしている。
一方で蛭木の過去を知りながらも彼を思ったり、やきもちをやくことから、彼への愛は本物とわかる。
蛭木ソテツ（ひるぎ ソテツ）
35歳。身長173センチメートル。フローリス所属。階級は伍長。
ローズのパートナー。隊の中では古株でリーダー的存在。
女性に優しく、無造作な印象があるが、花の少女を守る意志は人一倍ある。
サクラ
16歳。身長158センチメートル。花の少女の一人で、フローリス所属。髪型は黒いロングヘアー。
パートナーは紫苑。料理はあまり得意でないらしい。
紳士な態度をとる紫苑によく翻弄されている。
橘紫苑（たちばな しおん）
27歳。身長171センチメートル。フローリス所属。
サクラのパートナー。主に喋るときは敬語を使う。
ひょうひょうとしつつ、紳士な態度でサクラを翻弄する。
ヒマワリ
16歳。身長160センチメートル。花の少女の1人で、フローリス所属。髪型は、茶色のセミロング。
パートナーは立夏で、彼とは幼馴染み。彼に恋をした後に病に気づいた稀な症状の少女。
弟切立夏（おとぎり りっか）
16歳。身長155センチメートル。フローリス所属。
ヒマワリのパートナーで、彼女とは幼馴染み。彼女の病をきっかけに民間から入隊した。
ヒマワリより背が低いのがコンプレックス。負けん気が強く、彼女を守るための努力を惜しまない。
ツバキ
花の少女の一人で、フローリス所属。髪型はウェーブがかかったロングヘアー。
パートナーは桐生で、彼とともに単独作戦のために本部から離れていた。
桐生麻人（きりゅう　あさと）
フローリス所属。階級は伍長。
ツバキのパートナー。任務に関し、ツバキに厳しく接する。彼女とともに単独作戦のために本部から離れていた。
咲無ユリネ（さくなし ユリネ）
フローリスの小隊長。階級は少尉。
元は花の少女で入院患者の1人だったが、想い人の感情の決心がつかないまま相手が戦死し、心臓の花が枯れたことで命が助かる。
しかしそれ以降彼女の感情までも枯れてしまい、もう恋をすることはないだろうという。
ツインテールに結ばれた髪の下には葉が隠れており、眼帯をした右目は根に蝕まれている。

## 単行本
- 岬下部せすな 『カリュクス』 双葉社 〈月刊アクションコミックス〉、全4巻
  1. 2014年1月10日発売 ISBN 978-4-575-84331-6
  2. 2014年4月10日発売 ISBN 978-4-575-84380-4
  3. 2014年10月10日発売 ISBN 978-4-575-84503-7
  4. 2015年3月10日発売 ISBN 978-4-575-84587-7